# Управление аэропортов Израиля
Управление аэропортов Израиля (ивр. רשות שדות התעופה בישראל‎) — израильское государственное управление, созданное в 1977 году по закону об аэропортах Израиля. Управление аэропортов Израиля отвечает за управление основными Израильскими гражданскими аэропортами и за управление наземных пограничных терминалов (КПП) на границах между Израилем и его соседями (Египтом, Иорданией и Палестинской автономией).

## Список объектов ответственности

### Аэропорты
- Международный Аэропорт имени Давида Бен-Гуриона
- Аэропорт «Тимна» им. Илана и Асафа Рамонов
- Аэропорт Хайфа
- Аэропорт Герцлия
- Аэропорт Рош-Пинна
- Международный аэропорт Увда (прекратил работу)
- Аэропорт Эйлат (прекратил работу)
- Аэропорт Сде Дов (прекратил гражданские перевозки)

### Пограничные терминалы
Египет
- КПП Ницана
- КПП Таба
- КПП Рафиах
- КПП Нетафим

Иордания
- Мост Алленби
- КПП «Река Иордан»
- КПП Арава

Палестинская национальная администрация
- КПП Карни
- КПП Эрез
- КПП Керем Шалом